# 塔德乌什·奥莱霍夫斯基
塔德乌什·奥莱霍夫斯基（波蘭語：Tadeusz Olechowski，1926年1月10日—2001年1月4日），波兰政治人物，外交官。前外交部长（1988年－1989年）。

## 生平
1926年生于维尔纽斯。1948年毕业于雅盖隆大学法律系和克拉科夫经济学院。1948年至1955年在波兰对外贸易部金属出口公司工作。1955年至1957年，任波兰贸易代表团团长，波兰驻缅甸大使馆贸易专员。1958年至1961年，任波兰对外贸易部贸易司副司长。1961年至1965年，任波兰驻意大利大使馆贸易参赞。1965年至1969年，任外交部副部长。1969年至1972年，任驻法国大使。1972年3月至1974年4月，任对外贸易部长。1972年至1974年，任驻埃及大使。1976年至1980年，任驻法国大使。1980年至1983年，任外交部副部长。1983年至1986年，任驻西德大使。1986年至1988年，任外交部副部长。1988年6月至1989年9月，任外交部长。1990年1月至1992年7月，任驻比利时大使。2001年1月4日在华沙逝世。